# Station Motycz
Station Motycz is een spoorwegstation in de Poolse plaats Motycz.